# Патрік Житний
Патрік Житний (чеськ. Patrik Žitný, нар. 21 січня 1999, Усті-над-Лабем, Чехія) — чеський футболіст, півзахисник клубу «Млада Болеслав».

## Ігрова кар'єра

### Клубна
Патрік Житний є вихованцем футбольної академії клубу «Тепліце». У цьому клубі він і дебютував на професійному рівні. Першу гру в чемпіонаті країни Житний провів 17 лютого 2018 року в поєдинку проти «Яблонця». У своєму першому сезоні в дорослому футболі Патрік забив чотири голи в десяти матчах. Після цього в його послугах були зацікавлені ряд чеських та іноземних клубів.
У квітні 2021 року футболіст серйозно пошкодив коліно, зазнавши розриву хрестоподібних зв'язок, і на кілька місяців вибув з гри.
У липні 2022 року Житний перейшов до клубу «Млада Болеслав», підписавши з клубом контракт до червня 2025 року.

### Збірна
З 2014 року Патрік Житний виступав за юнацькі збірні Чехії.
У 2021 році він брав участь у молодіжному чемпіонаті Європи в Угорщині та Словенії.